# Гретнов пораз
Гретнов пораз (енгл. Grattan Massacre), 19. августа 1854, први сукоб између Сијукса и војске САД.

## Позадина

### Споразум у тврђави Ларами 1851. године
Откриће злата у Калифорнији (1848) и последична златна грозница из 1849. довели су до масовне сеобе америчког становништва из источних држава САД у Калифорнију такозваним Орегонским путем. преко индијанске територије у Небраски, Јужној Дакоти и Вајомингу. Како би овај пут учинила безбеднијим, америчка влада је 1849. подигла тврђаву Ларами (дотадашњу приватну трговачку постају за трговину са локалним Индијанцима) на тромеђи Вајоминга, Небраске и Јужне Дакоте и снабдела је војном посадом. Уз то, изасланици америчке владе (такозвани агенти за индијанске послове) су у септембру 1851. код тврђаве Ларами окупили око 10.000 Индијанаца из свих локалних племена (већином јужних Сијукса - Лакота - из племена Оглала и Брулеа) и понудили им редовну годишњу ренту у храни, одећи и роби у замену за слободан пролаз америчких путника кроз њихову територију на Орегонском путу. У име Сијукса споразум је потписао Медвед Који Побеђује, мирољубиви поглавица Брулеа који је живео у селу код тврђаве Ларами и бавио се трговином са Американцима, кога су амерички агенти прогласили за врховног поглавицу свих Сијукса. Иако је његова титула била без икаквог значаја за већину Сијукса који су имали сопствене поглавице, локални Брулеи и Оглале поштовали су мир и примали следовања у тврђави Ларами пуне три године.

## Битка
Августа 1854. око тврђаве Ларами окупило се око 4.000 Сијукса очекујући своја следовања од америчке владе, када је крава једног мормонског досељеника залутала у село Сијукса, где је одмах искасапљена за храну. Власник краве пожалио се војницима у тврђави, којима је командовао млади поручник Џон Гретн, који је управо стигао са војне академије и био жељан акције. Поручник Гретн одмах је окупио 30 војника са два топа и умарширао у село Сијукса, захтевајући да му се крадљивци сместа предају. Поглавица Медвед Који Побеђује понудио је свог коња у замену за украдену краву, али је одбио да преда кривце: на то је поручник Гретн наредио паљбу, и поглавица је пао, смртно рањен. У одговор, Индијанци су навалили на војнике хладним оружјем са свих страна и искасапили их за трен ока. Само један рањеник успео је да умакне у тврђаву, где је убрзо издахнуо.

## Последице
Мир из 1851. године био је нарушен: Оглале (под вођством Човека Који се Боји Свог Коња, који је наследио Медведа Који Побеђује) и Брулеи (под вођством поглавице Шареног Репа) око тврђаве Ларами су покупили своје шаторе и разбежали се по прерији, успут нападајући америчке досељенике, караване и поштанске кочије. Америчка казнена експедиција под вођством генерала Виљема Харнија стигла је Орегонским путем са истока у лето следеће године: 3. септембра 1855. код Блу Вотер Крика (или Аш Холоа, у Небраски источно од тврђаве Ларами) америчка војска наишла је на село Брулеа и убила скоро 100 људи, заробивши велики број жена и деце, који су одведени у тврђаву Ларами. Како би их ослободили, поглавице Човек Који се Боји и Шарени Реп предали су се Американцима и пристали на мир. Нови мировни споразум са Сијуксима потписан је у пролеће 1856. у тврђави Пир на реци Мисури.